# Liste des forêts normandes
Nota : certaines forêts, de taille moyenne portent parfois le nom de « bois ».
- Forêt d'Andaine
- Forêt de Bellême
- Forêt de Bizy[1]
- Forêt de Bord-Louviers
- Forêt de Breteuil
- Forêt de Brotonne
- Forêt de Cerisy
- Forêt de Cinglais
- Forêt de Conches
- Forêt d'Eawy
- Forêt d'Écouves
- Forêt d'Eu
- Forêt d'Évreux (forêt de protection)[2]
- Forêt de Gouffern
- Forêt de Grimbosq
- Forêt de Longboël[3]
- Forêt de la Lande Pourrie
- Forêt de la Londe-Rouvray
- Forêt de Longny
- Forêt de Lyons
- Forêt de Montgeon
- Forêt de Montfort
- Forêt de Multonne
- Forêt du Perche
- Forêt de Réno-Valdieu
- Forêt de Roumare
- Forêt de Saint-Gatien
- Forêt de Saint-Sever
- Forêt du Trait-Maulévrier
- Forêt de Valcongrain
- Forêt de Vernon et des Andelys[4]
- Forêt verte[5]

## Liste des forêts disparues
- Forêt d'Arélaune
- Forêt d'Avranchin
- Forêt de Brix
- Forêt de Scissy
- Forêt de Touques
- Forêt du Vièvre

## Sources
- Jean-Marie Foubert, Bois et forêts de Normandie, Condé-sur-Noireau, Corlet, 1985, 304 p. (lire en ligne).